# Sphaenognathus munchowae
Sphaenognathus munchowae là một loài bọ cánh cứng trong họ Lucanidae. Loài này được Moore & Monteith mô tả khoa học năm 2004.